# Vattenfall Cyclassics 2006
Vattenfall Cyclassics w 2006 został rozegrany 30 lipca w Hamburgu.

## Klasyfikacja generalna
| Miejsce | Zawodnik          | Kraj       | Team                   | Czas       |
| ------- | ----------------- | ---------- | ---------------------- | ---------- |
| 1       | Óscar Freire      | Hiszpania  | Rabobank               | 5h 30' 03" |
| 2       | Erik Zabel        | Niemcy     | Team Milram            | s.t"       |
| 3       | Filippo Pozzato   | Włochy     | Quick Step-Innergetic  | s.t"       |
| 4       | Nick Nuyens       | Belgia     | Quick Step-Innergetic  | s.t"       |
| 5       | Gerald Ciolek     | Niemcy     | Team Wiesenhof         | s.t"       |
| 6       | Grégory Rast      | Szwajcaria | Phonak Hearing Systems | s.t"       |
| 7       | Samuel Dumoulin   | Francja    | AG2R Prévoyance        | s.t"       |
| 8       | Giuliano Figueras | Włochy     | Lampre-Fondital        | s.t"       |
| 9       | Danilo Napolitano | Włochy     | Lampre-Fondital        | s.t"       |
| 10      | Manuele Mori      | Włochy     | Saunier Duval-Prodir   | s.t.       |